# 北方稀土
北方稀土，全称中国北方稀土（集团）高科技股份有限公司，位于中华人民共和国内蒙古自治区包头市稀土高新技术产业开发区，公司主营稀土精矿，稀土深加工产品，稀土新材料生产与销售。

## 历史
2008年，包钢稀土对北方稀土进行整合，到2009年，其市场占有率达到90%。2010年，业绩出现爆发性增长，全年增长12.46倍。2014年，包钢稀土组建北方稀土集团，是中华人民共和国最大的稀土集团之一。